# Belonia
Belonia Körb (igielniczka) – rodzaj grzybów z rodziny Gyalectaceae. Ze względu na współżycie z glonami zaliczany jest do grupy porostów.
W aktualnej klasyfikacji Index Fungorum w 2022 r, takson nie istnieje, Belonia jest synonimem rodzaju Gyalecta.

## Systematyka i nazewnictwo
Pozycja w klasyfikacji według Index Fungorum: Gyalectaceae, Ostropales, Ostropomycetidae, Lecanoromycetes, Pezizomycotina, Ascomycota, Fungi.
Synonimy nazwy naukowej: Beloniella Th. Fr., Beloniomyces Cif. & Tomas.
Nazwa polska według W. Fałtynowicza.

## Gatunki występujące w Polsce
- Belonia herculina (Rehm) Keissl. 1937[4] – igielniczka mocna
- Belonia incarnata Th. Fr. & Graewe ex Th. Fr. 1865 – igielniczka wyblakła
- Belonia russula Körb. ex Nyl. 1856 – igielniczka czerwonawa

Nazwy naukowe na podstawie Index Fungorum. Nazwy polskie według checklist W. Fałtynowicza.